# Kristina Ternovski
Kristina Eilon Ternovski (en hebreo: קריסטינה אילון טרנובסקי‎; 2008) es una deportista israelí de origen ucraniano que compite en gimnasia rítmica, en la modalidad de conjuntos. Ganó dos medallas en el Campeonato Europeo de Gimnasia Rítmica de 2025, plata en la prueba de concurso completo y bronce por equipo.

## Palmarés internacional
| Campeonato Europeo | Campeonato Europeo | Campeonato Europeo | Campeonato Europeo |
| Año                | Lugar              | Medalla            | Prueba             |
| ------------------ | ------------------ | ------------------ | ------------------ |
| 2025               | Tallin (Estonia)   | Medalla de plata   | Concurso completo  |
| 2025               | Tallin (Estonia)   | Medalla de bronce  | Equipo             |